# Крекінг-установки в Новополоцьку
Крекінг-установки в Новополоцьку — складові частини нафтохімічного майданчика, розташованого на півночі Білорусі.
З 1963 року під Полоцьком почав роботу нафтопереробний завод, через певний час перейменований на Новополоцький. В 1968-му його доповнили нафтохімічним виробництвом, що включало типову для першого етапу розвитку радянської нафтохімічної промисловості піролізну установку ЕП-60 («Етилен-пропілен-60», де число означало проектну потужність по етилену в тисячах тонн на рік). Вироблений нею етилен використовували тут же для полімеризації в поліетилен високого тиску. А в 1974-му запустили другу чергу в складі такої ж установки та ще однієї лінії полімеризації.
Як сировина використовується переважно газовий бензин, а також широка фракція легких вуглеводнів (нефракціонована суміш зріджених вуглеводневих газів) і бутан. Такий склад підданих піролізу вуглеводнів призводить до отримання значної кількості пропілену, який споживає запущена в 1971-му лінія акрилонітрилу. Вона була створена за технологією японської компанії Asahi Chemical та має річну потужність 50 тисяч тонн на рік. Згодом цей нітрил акрилової кислоти частково перетворюють на акрилові волокна, а частково експортують.
У другій половині 2010-х полімерне виробництво, за яким наразі рахувалась здатність продукувати 130 тисяч тонн поліетилену, працювало зі значно зменшеною потужністю. Причиною стала аварія у червні 2016 року, яка супроводжувалась триденною пожежею та пошкодила піролізну установку № 2, відновлення якої затягнулось більш ніж на два роки. Одночасно виникли ускладнення й у роботі заводу акрилонітрилу, який був змушений звернутись до закупівель додаткових обсягів пропілену.